# Thank H.E.R. Now
Albums de Rapsody
Return of the B-Girl
(2010) For Everything
(2011)
Thank H.E.R. Now est une mixtape de Rapsody, sortie le 21 juin 2011.

## Liste des titres
| No  | Titre                                                            | Contient un (des) sample(s) de                                                           | Durée |
| --- | ---------------------------------------------------------------- | ---------------------------------------------------------------------------------------- | ----- |
| 1.  | Thank You Pioneers                                               |                                                                                          | 1:20  |
| 2.  | Thank H.E.R. Now (Produit par 9th Wonder)                        | Rain de SWV                                                                              | 3:29  |
| 3.  | Lemme Think (Produit par 9th Wonder)                             | How Many Ways de Toni Braxton                                                            | 4:35  |
| 4.  | Black Girl Jedi (featuring Heather Victoria)                     | Thinking of You de Jay Dee                                                               | 3:19  |
| 5.  | Top Five (featuring King Mez et Laws – Produit par AMP)          |                                                                                          | 4:18  |
| 6.  | Sweetest Hangover (Produit par E. Jones)                         | Love Hangover de Diana Ross Mind Playing Tricks on Me des Geto Boys                      | 3:01  |
| 7.  | Out Tha Trunk (Produit par AMP)                                  | Get You Some de Busta Rhymes featuring Q-Tip et Marsha Ambrosius                         | 5:26  |
| 8.  | Lampin' (Produit par Eric G.)                                    | Summer Is the Coldest Time of Year de Patti Austin                                       | 6:12  |
| 9.  | One Time (featuring Tab-One, Charlie Smarts et Phonte)           | Killing Me Softly des Fugees                                                             | 5:36  |
| 10. | Extra Extra (featuring Mac Miller et Halo – Produit par Khrysis) |                                                                                          | 4:31  |
| 11. | Fly Girl Power! (featuring Estelle)                              |                                                                                          | 3:25  |
| 12. | Blankin' Out Remix (featuring Jean Grae)                         |                                                                                          | 5:51  |
| 13. | Sky Fallin' [My Mind] (Produit par 9th Wonder)                   |                                                                                          | 4:49  |
| 14. | Love, Peace & Soul (featuring Tyler Woods – Produit par Ka$h)    |                                                                                          | 6:00  |
| 15. | Baby Yeah! (featuring Marsha Ambrosius – Produit par 9th Wonder) |                                                                                          | 4:01  |
| 16. | So Be It (featuring Big K.R.I.T. – Produit par 9th Wonder)       | If That's the Way You Want It de Chuck Jackson If That's the Way That You Want It de Hot | 3:28  |
| 17. | Black Diamond (featuring Raekwon – Produit par 9th Wonder)       |                                                                                          | 3:15  |
| 18. | H.E.R. Throne (Produit par Nottz)                                | She's Your Queen to Be de Paul Bates                                                     | 2:45  |
| 19. | Star Warz (featuring Murs et Sundown – Produit par Vitamin D)    |                                                                                          | 3:53  |
| 20. | The State of the Union (Produit par Eric G.)                     |                                                                                          | 2:22  |